# Пастернак, Борис Натанович
Бори́с Ната́нович Пастерна́к (род. 23 июля 1946, Минск) — советский, российский журналист и издатель.

## Биография
Учился на физическом факультете Белорусского государственного университета, затем окончил факультет журналистики этого университета. Работал в белорусских изданиях на русском языке: газета «Знамя юности», «Сельская газета», журнал «Рабочая смена».
С 1995 года — заместитель главного редактора, исполнительный редактор, в 1998 г. непродолжительное время — главный редактор журнала «Огонёк». Затем возглавлял московско-минский издательский дом «Полифакт», осуществивший амбициозный проект серии антологий «Итоги века» (вышли тома «Сказки века», «Строфы века», «Самиздат века», «Кухня века» и др.).
В 2001 — заместитель главного редактора газеты «Время новостей», с 2002 — заместитель главного редактора газеты «Известия».
С 2005 г. — генеральный директор издательского дома «Время».

## Семья
Дочь — писательница Евгения Пастернак